# Aluminium de Grece
Aluminium de Grèce (griechisch Αλουμίνιο της Ελλάδος; engl.: Aluminium of Greece) ist ein griechischer Aluminiumhersteller. Die Firma wurde 1960 als Kooperation des französischen Aluminiumherstellers Pechiney, der griechischen Firma M. Niarchos, der Griechischen Bank für Industrielle Entwicklung (griechisch Ελληνική Τράπεζα Βιομηχανικής Ανάπτυξης) und des amerikanischen Aluminiumherstellers Reynolds Metals Company unter Vermittlung von COMPADEC (Compagnie pour l’Etude et le Developpement des Echanges Commerciaux) gegründet. Der Firmensitz ist der Athener Vorort Marousi.

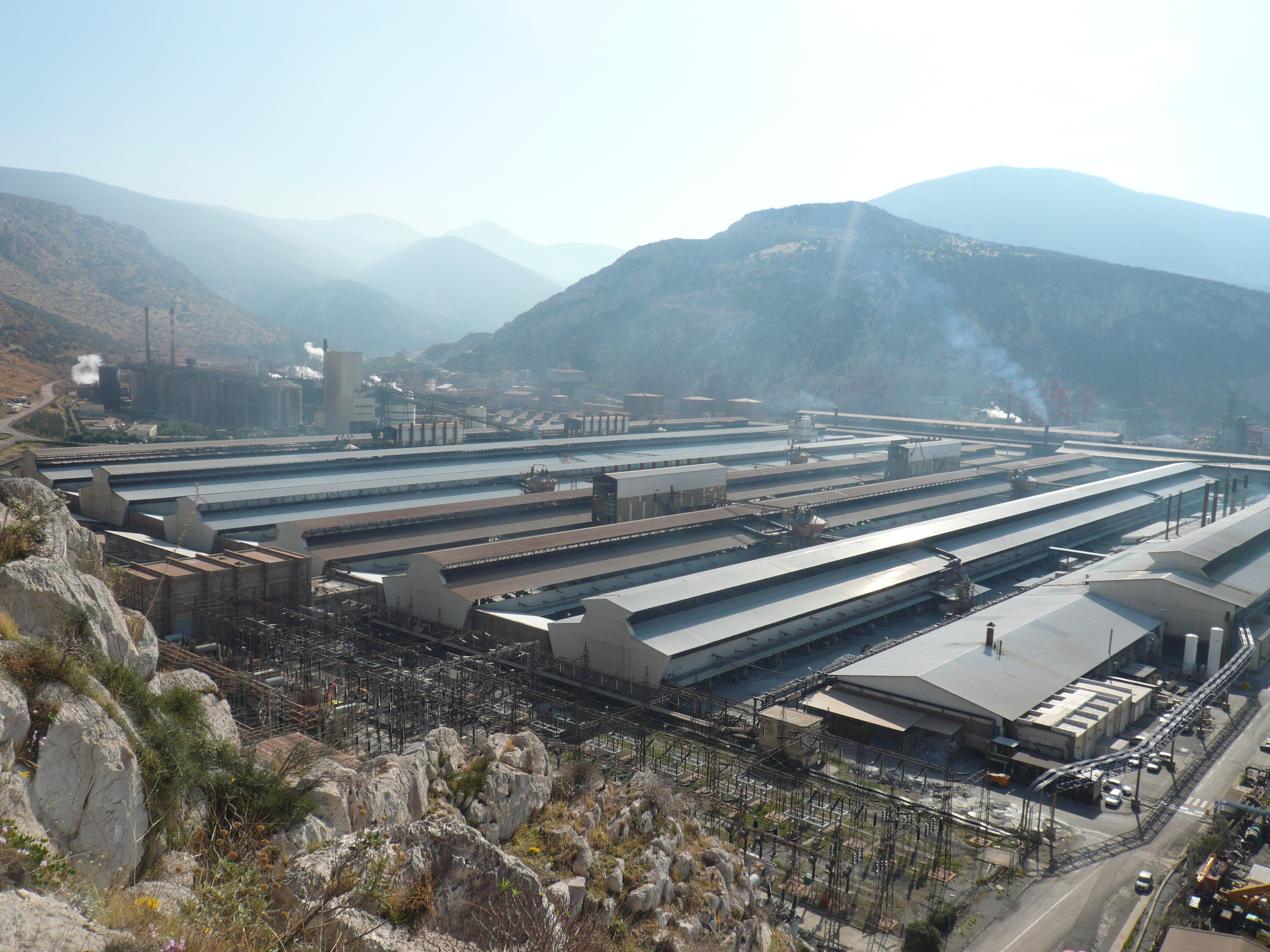
Aluminiumfabrik in Agios Nikolaos

Die Fabrik befindet sich in Agios Nikolaos bei Distomo in Böotien an der Nordküste des Golfes von Korinth. Dieser Standort zeichnet sich durch die Nähe zu den reichen Bauxitvorkommen in Böotien und Fokida und die hervorragende Seeanbindung aus. Die jährliche Produktionskapazität der Fabrik beträgt 800.000 t Aluminiumoxid und 164.000 t Aluminium. 1.100 der Mitarbeiter sind in der Produktion beschäftigt. Die Firma ist auch im Besitz des Hafens von Agios Nikolaos, an dem Schiffe mit einer Tragfähigkeit von bis zu 40.000 t Ladung umschlagen können.
Seit 1973 ist Aluminium de Grèce an der Athener Börse als Aktiengesellschaft gelistet. Seit 2005 ist es Teil des Konzerns Mytilineos Holdings. Auch die Delphi-Distomon Mining Company ist Teil des Konzerns.

## Bau der Fabrik
Ursprünglich überlegte man, die Fabrik im Golf von Itea zu errichten. Da hier jedoch viele Touristen auf dem Weg nach Delphi mit dem Schiff landeten, suchte man einen anderen Standort. Ideal erschien die Küste südlich der antiken Stadt Medeon. Das Tal zwischen den Bergen bot genügend Platz für eine große Fabrik. Außerdem liegt der Ort zwischen den beiden großen Bauxitlagerstätten im Helikon und im Parnass. Der Meeresboden fällt an der Küste steil ab, so dass man dort einen Hafen für große Schiffe errichten konnte.
Vor dem Bau wurde das Tal durch die École française d’Athènes archäologisch untersucht. Hierbei fand man römische, byzantinische und venezianische Ruinen, die heute unter der Fabrik verborgen sind. Beim Bau einer neuen Straße entdeckte man etwa 300 m nordwestlich der heutigen Fabrik zahlreiche antike Grabstätten. Im etwa 3,5 km nordwestlich gelegenen Aspra Spitia errichtete man für Mitarbeiter und deren Familien Wohnraum für 3000–4000 Menschen. Da die Herstellung von Aluminium stromintensiv ist, wurden auch zwei neue Wasserkraftwerke gebaut. Der Plastiras-Stausee wurde 1962 und der Kremasta-Stausee 1969 fertiggestellt.
Am 11. Februar 1966 wurde die Fabrik in Betrieb genommen. Sie war zu dieser Zeit die modernste Aluminiumfabrik Europas. Die jährliche Produktionskapazität der Fabrik betrug 200.000 t Aluminiumoxid und 72.000 t Aluminium. Griechenland rückte auf Rang 6 der europäischen Aluminiumhersteller auf. Die Gewinnung des Aluminiums aus Bauxit erfolgt in zwei Schritten. Zuerst wird das Bauxit mittels des Bayer-Verfahrens in Aluminiumoxid überführt. Danach wird durch Schmelzflusselektrolyse im Hall-Héroult-Prozess metallisches Aluminium gewonnen.